# Ильинка (Свишенский сельсовет)
Ильи́нка — деревня Свишенского сельсовета Долгоруковского района Липецкой области.

## История
Первое упоминание относится к 1778 года. Тогда в документах упоминалось сельцо Ильино с деревней Хитровой, который располагались на правом берегу реки Свишенной.

## Население
| 2010 | 2011 |
| ---- | ---- |
| 17   | →17  |